# Équipe de Sierra Leone des moins de 17 ans de football
Maillots
L'équipe de Sierra Leone des moins de 17 ans est une sélection de joueurs de moins de 17 ans au début des deux années de compétition placée sous la responsabilité de la Fédération de Sierra Leone de football. 
L'équipe est une fois finaliste de la Coupe d'Afrique des nations des moins de 17 ans, et participe une fois à la Coupe du monde de football des moins de 17 ans.

## Parcours en Coupe d'Afrique des nations des moins de 17 ans
- 1995 : 2e tour
- 1997 : 1re tour
- 1999 : Non inscrit
- 2001 : tour préliminaire
- 2003 :  Finaliste
- 2005 : Non participants
- 2007 : non participants
- 2009 : Walk-over au tour préliminaire
- 2011 : Non participant
- 2013 : Non participants
- 2015 : Walk-over au 1re tour
- 2017 : forfait au 1re tour
- 2019 : phase de groupes ufoa A
- 2023 : Demie-final ufoa A

## Parcours en Coupe du monde des moins de 17 ans
- 1985 : Non qualifié
- 1987 : Non qualifié
- 1989 : Non qualifié
- 1991 : Non qualifié
- 1993 : Non qualifié
- 1995 : Non qualifié
- 1997 : Non qualifié
- 1999 : Non qualifié
- 2001 : Non qualifié
- 2003 : 1er tour
- 2005 : Non qualifié
- 2007 : Non qualifié
- 2009 : Non qualifié
- 2011 : Non qualifié
- 2013 : Non qualifié
- 2015 : Non qualifié
- 2017 : Non qualifié
- 2019 : Non qualifié
- 2023 : Non qualifié

## Palmarès
- Coupe d'Afrique des nations des moins de 17 ans : 
  - Finaliste :  2003.

## Joueurs connus
- Samuel Barlay
- Obi Metzger
- Ibrahim Khalil Tahini
- Hassan Mila Sesay
- Sheriff Suma